# Mal de Meleda
Mal de Meleda (endemiczny symetryczny rogowiec dłoni i stóp, ang. keratosis palmoplantaris transgradiens of Siemens) – rzadka genodermatoza objawiająca się hiperkeratozą naskórka dłoni i podeszew, opisana i najczęściej spotykana u populacji zamieszkującej chorwacką wyspę Mljet (nazwa włoska Meleda), skąd wziął się toponim określający chorobę. Choroba związana jest z mutacją obu alleli genu SLURP1 w locus 8qter; przebadani pacjenci byli homozygotami względem mutacji 82delT. Opisał ją jako pierwszy dubrownicki lekarz Luca Stulli. W klasyfikacji chorób skóry Behrenda z 1839 roku po raz pierwszy użyto nieprawidłowej nazwy Mal de Melada (wł. nazwa Melada odnosi się do innej wyspy na Adriatyku, Molat). Nazwa z czasem została skorygowana; niekiedy spotyka się drugą nieprawidłową formę, Mal de Maleda. Największą serię przypadków schorzenia (70) przedstawił Franjo Kogoj w 1963 roku.